# Henggart
Henggart ist eine politische Gemeinde im Bezirk Andelfingen, dem Weinland des Kantons Zürich in der Schweiz. Ihr Mundartname ist Hänggert.

## Wappen
Blasonierung:
In Gold auf grünem, zweiblättrigem Stengel eine rote Rose mit goldenem Butzen und grünen Kelchblättern

## Geographie
Henggart liegt zwischen Winterthur und Schaffhausen, im Zürcher Weinland. Die Gemeinde gehört zum Agglomerationsgebiet der Stadt Winterthur.
Die Nachbargemeinden sind Dägerlen, Hettlingen, Andelfingen und Neftenbach.

## Bevölkerung
| Jahr      | 1733 | 1850 | 1900 | 1950 | 2000 | 2005 | 2010 | 2015 | 2020 | 2022 |
| --------- | ---- | ---- | ---- | ---- | ---- | ---- | ---- | ---- | ---- | ---- |
| Einwohner | 290  | 279  | 347  | 464  | 1636 | 1854 | 2214 | 2250 | 2294 | 2257 |

## Politik
Gemeindepräsident ist Andreas Wyler (parteilos, seit 2022, im Gemeinderat seit 2018). Weitere Mitglieder im Gemeinderat sind Petra Lieb (Schulpflegepräsidentin, parteilos, seit 2022), Denise Grolimund (parteilos, seit 2022) und Claudia Grätzer (SVP, seit 2022) (Stand 2023). Ein Sitz ist seit dem Rücktritt von Andreas Strolz im Mai 2024 vakant.
Bei der Nationalratswahl 2019 erreichten die Parteien folgende Wähleranteile: SVP 37,30 %, glp 13,66 %, FDP 11,91 %, Grüne 10,03 %, SP 9,16 %, EVP 7,71 %, EDU 3,47 %, CVP 3,41 %, BDP 2,38 % und andere (8) 0,97 %.
Die Wähleranteile bei der Nationalratswahl 2023: SVP 35,34 % (−1,96 %), SP 13,01 % (+3,85 %), glp 11,96 % (−1,70 %), Die Mitte 10,72 % (+4,92 %), FDP 9,68 % (−2,23 %), EVP 6,35 % (−1,36 %), Grüne 6,15 % (−3,88 %), EDU 3,32 % (−0,16 %), Mass-Voll! 0,95 %, Aufrecht Zürich 0,93 %, andere (10) 1,6 %.

## Geschichte

Henggart, historisches Luftbild von Walter Mittelholzer aufgenommen 1923 aus 300 Metern Höhe

«Im Hueber» und auf «Hinter Eichrüti/Loterbuck» südlich von Henggart kam bei archäologischen Sondierungen im Zusammenhang mit dem Bau der A4 spätbronze- und hallstattzeitliches Fundmaterial (ca. 800 v. Chr.) zum Vorschein. Die dahinter vermutete Besiedlung kann im Zusammenhang stehen mit einer bereits 1989 durch Luftaufnahmen entdeckten Kreisgrabenanlage «Im Schibler», östlich zwischen Dorfrand und Autobahn. Auf sie konzentrierte sich eine archäologische Sondierung  1996. Vor den einschneidenden Geländeingriffen für den Strassenbau der N4 1956 lag die Fundstelle noch erhöht im Zusammenhang mit anderen Hügeln der Landschaft. Sie wird als weitgehend abgetragene Grabanlage interpretiert, die von einem kreisförmigen Graben mit 28 m Durchmesser umgeben war; weder Gräber noch die Hügelschüttung sind erhalten, der Kreisgraben bis auf 35–100 cm eingeebnet. Form und Bemalung von Keramik im Fundmaterial liessen eine Datierung in die Spätbronzezeit zu: 875–800 v. Chr. Ähnliche Schalenmuster fanden sich im Grabhügel 12 an der Fundstelle Ossingen-Im Speck.
Die ersten historischen Siedlungsspuren sind bei der Kirche festgestellt worden, sie stammen aus der Römerzeit. Im Mittelalter stand auf dem bewaldeten Schlossbuck nahe der Autobahn Winterthur–Schaffhausen eine befestigte Anlage: Den zentralen Burghügel, ein 10 × 25 m grosses Plateau, umgeben kreisförmig Wall und Graben. Die Anlage wird mit der Stammburg der Herren von Henggart in Zusammenhang gebracht, die 1222 erstmals urkundlich erwähnt werden. Frei liegende Mauerreste wurden 1985 von Luftbildflügen dokumentiert, nachdem der Baumbestand grossflächig abgeholzt worden war.
Ab dem Jahr 1228 sind im Wehrturm auf dem Kirchhügel Dienstleute der Grafen von Kyburg urkundlich erwähnt. Im Laufe des 14. Jahrhunderts ging die Herrschaft an Habsburg-Laufenburg über. Die Klöster Rheinau, Kappel, Kreuzlingen, Töss und Allerheiligen hatten in Henggart grossen Grundbesitz. Die Blutgerichtsbarkeit war zwischen Andelfingen und Kyburg geteilt. Nach dem Niedergang der Kyburger geriet 1452 auch der zweite Dorfteil unter die Herrschaft der Stadt Zürich.
Die Kirche von Henggart wurde 1275 erweitert. Die Kollatur lag ab 1474 beim Bistum Konstanz, bis sie mit der Reformation an Zürich gelangte. 1820 wurde die heutige klassizistische Kirche am selben Standort erbaut.

## Kultur
Das Puppentheater Bleisch, ein Tourneetheater, wurde 1970 in Henggart gegründet.

## Bilder

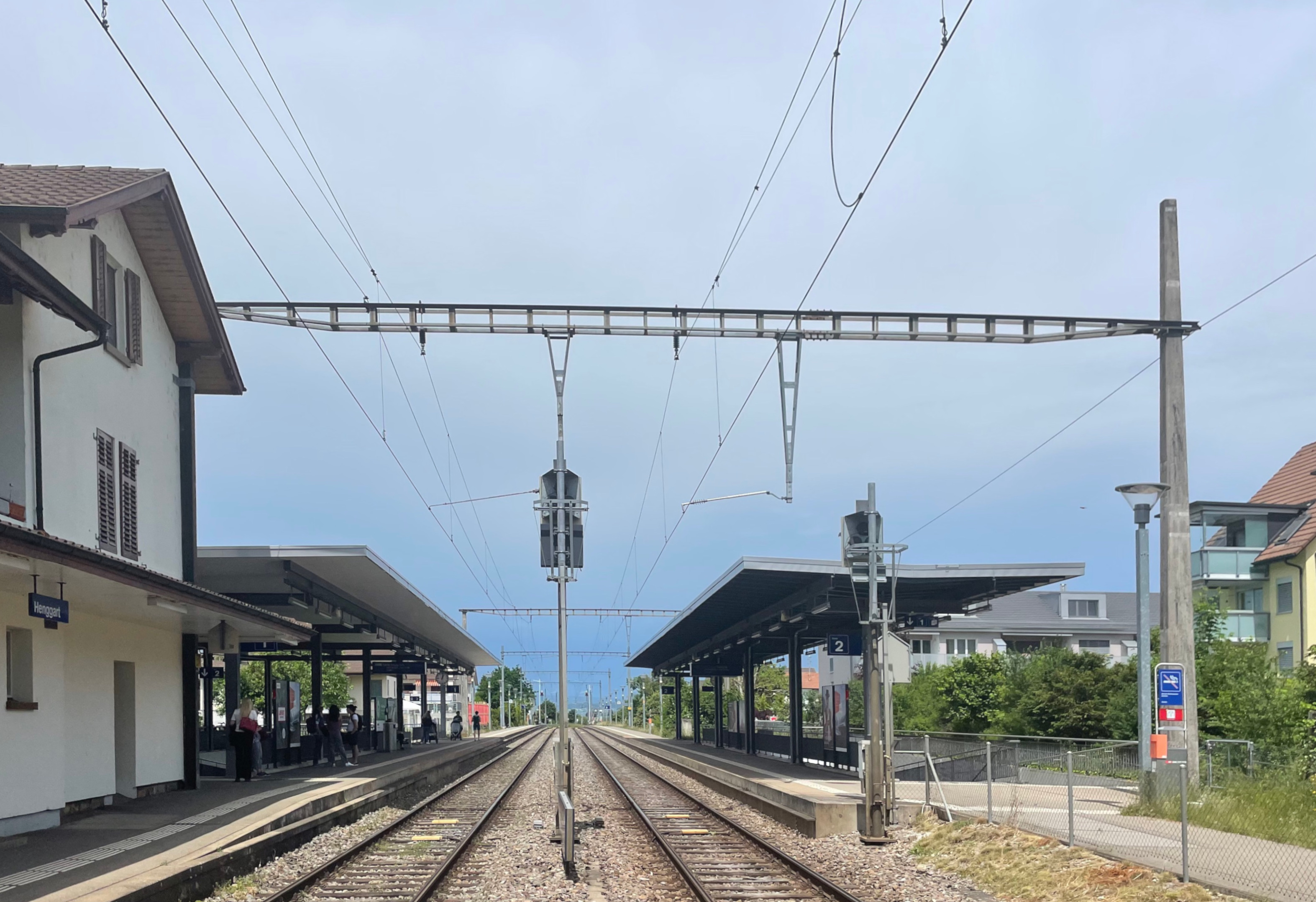
Bahnhof Henggart
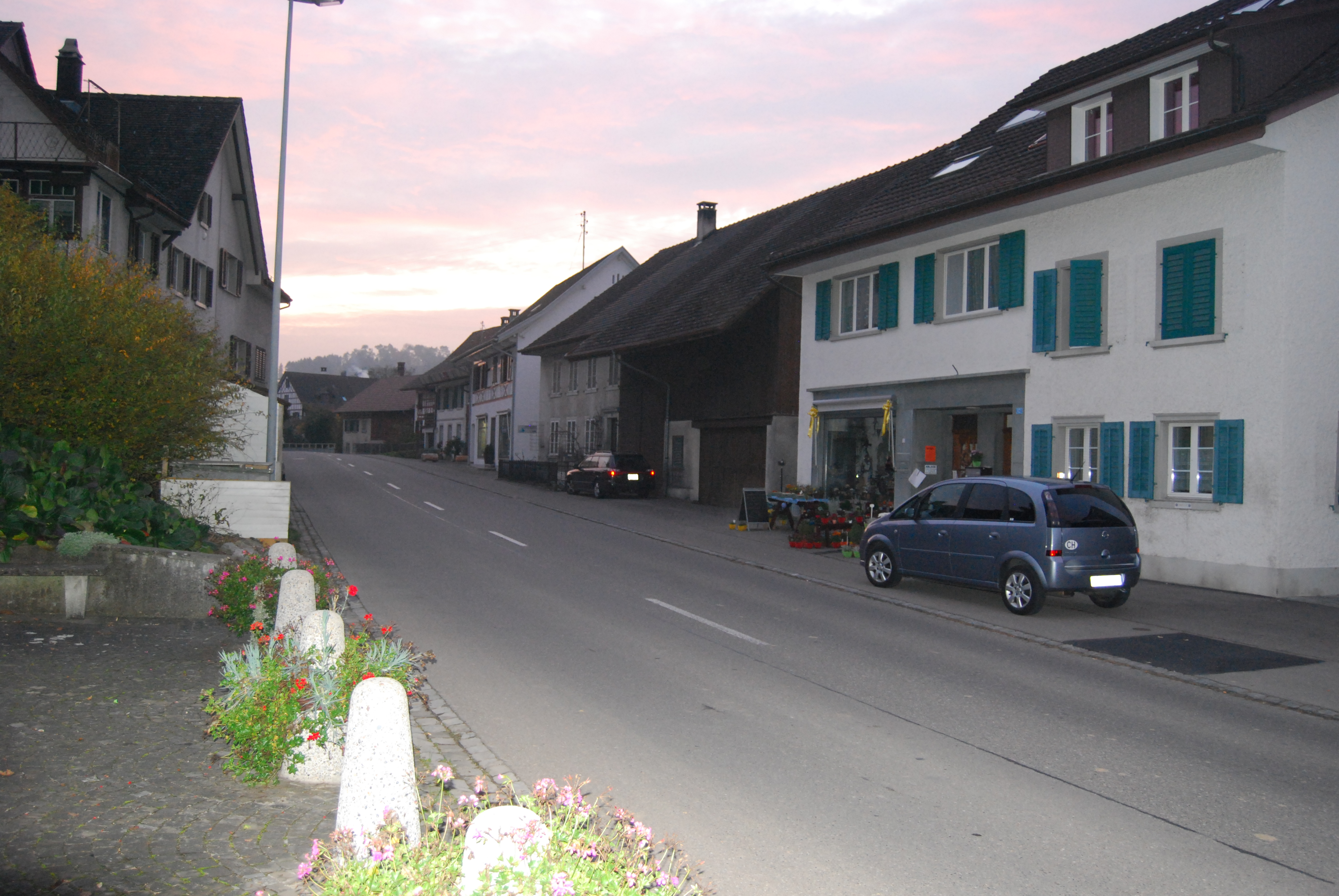
Dorfzentrum am Abend
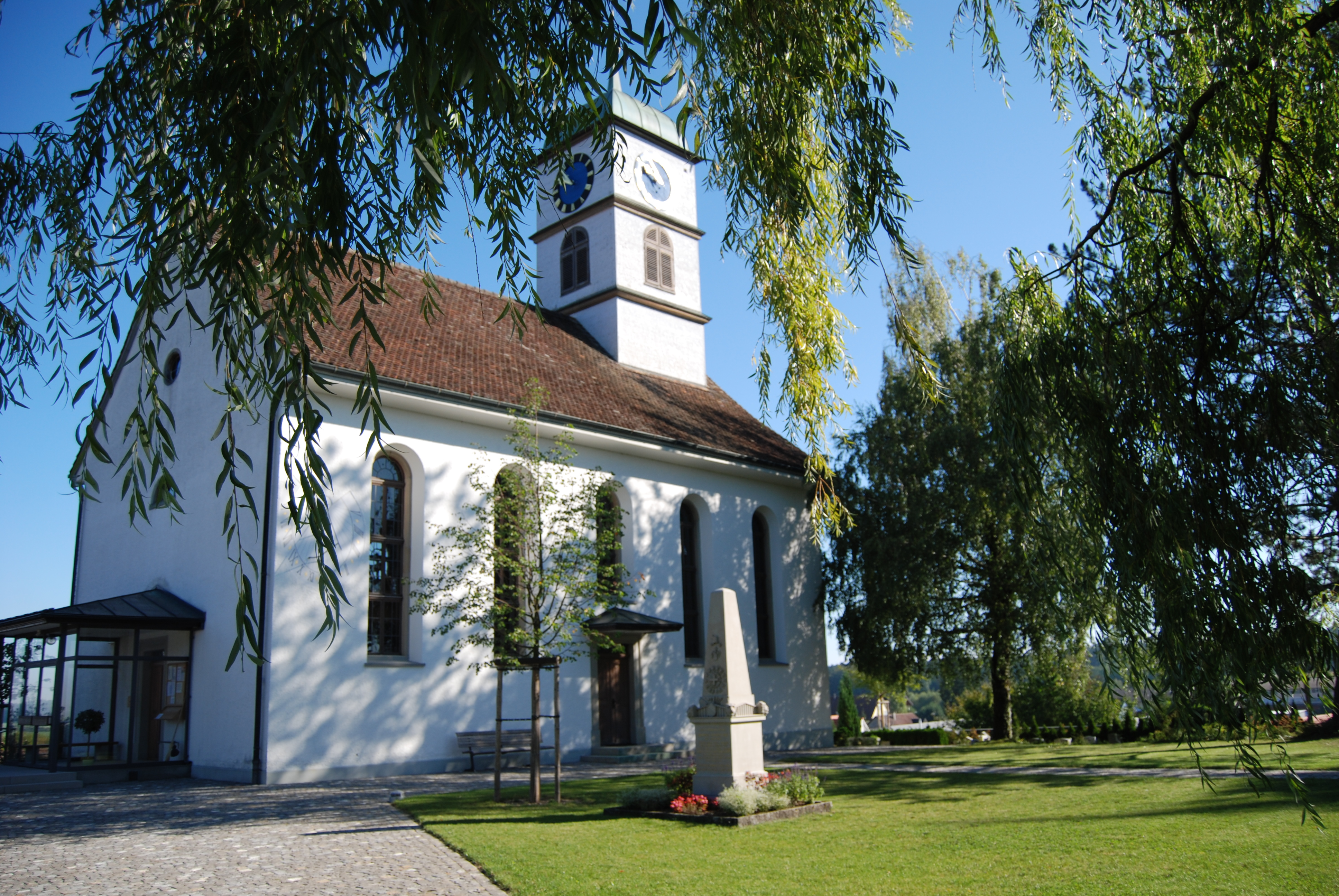
Kirche von Henggart
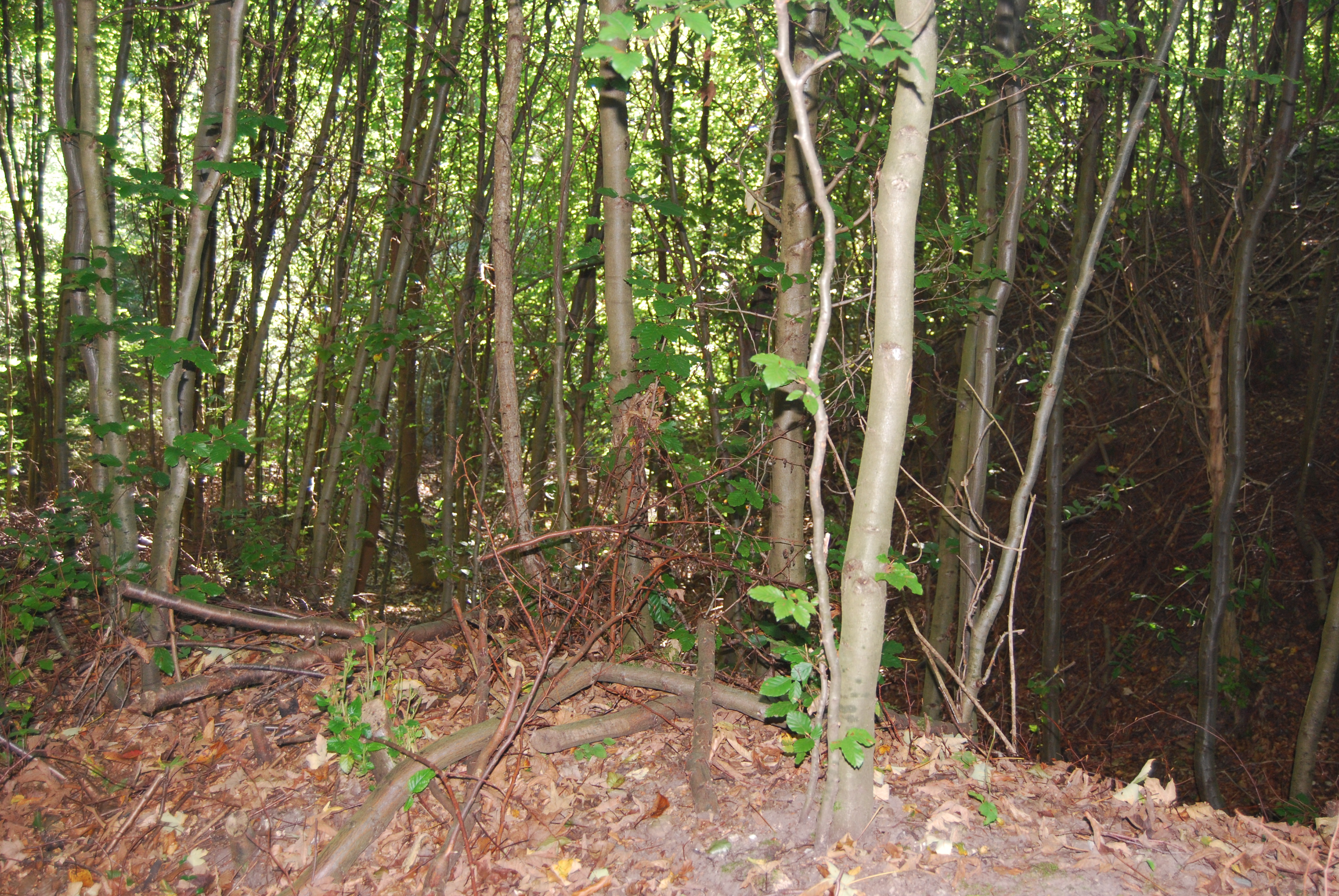
Historischer Erdwall Schlossbuck

## Persönlichkeiten
- Willy Angst (1913–unbekannt), Ringer, Schwinger
- Adrian Furrer (* 1964), Theaterschauspieler
- Johann Rudolf Ott (1642–1716), Philosoph und Theologe